# Рут Лоррей Пірс
Пані Рут Лоррей Пірс (англ. Ruth Pearce) — австралійська дипломатка. Надзвичайна і Повноважна Амбасадорка Австралії в Україні за сумісництвом.

## Життєпис
Закінчила Мельбурнський університет, бакалаврат мистецтв та юридичних наук.
До 1992 — працювала в Женеві, Тель-Авіві та Дацці.
З 1992 по 1994 — Верховний Комісар Соломонових островів.
З 1995 по 1996 — 1-а помічниця секретаря Відділу Південної Америки та Європи МЗСіТ Австралії.
З 1996 по 1997 — 1-а помічниця секретаря Відділу міжнародних організацій та юридичного відділу МЗСіТ Австралії.
З 1997 по 1999 — 1-а помічниця секретаря Відділу корпоративного управління МЗСіТ Австралії.
З 1999 по 2002 — Надзвичайний і Повноважний Посол Австралії в Росії та за сумісництвом в Україні та в інших країнах СНД.
З 2002 по 2005 — Надзвичайний і Повноважний Посол Австралії в Манілі.
З 2005 по 2006 — Глава АРЕС.
З 2006 по 2007 — Заступниця Генерального директора з корпоративного управління та огляду в AusAID.
З 2007 — Надзвичайний і Повноважний Посол Австралії в Польщі.